# Jan A. P. Kaczmarek

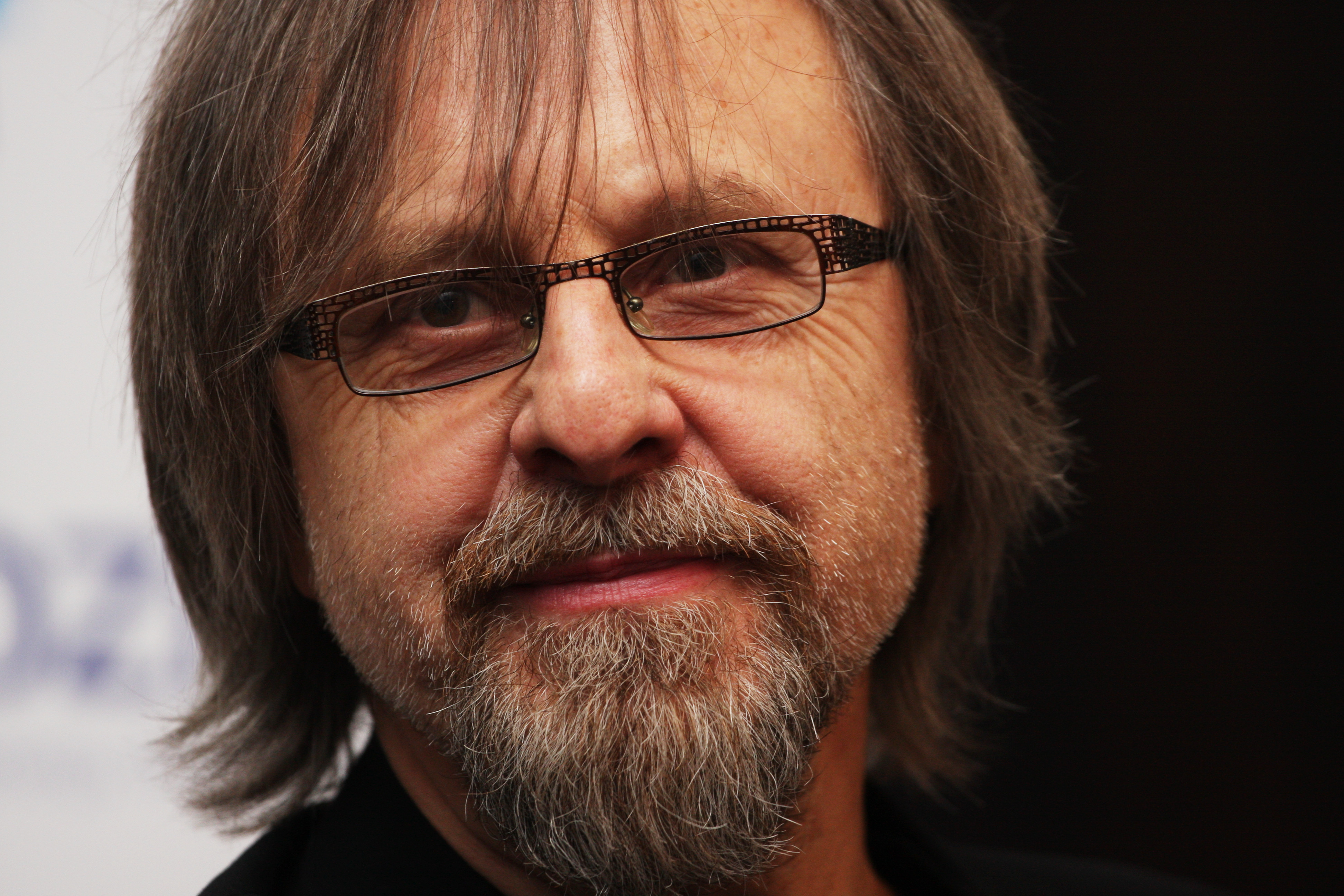
Jan A. P. Kaczmarek (2011)

Jan Andrzej Paweł Kaczmarek (* 29. April 1953 in Konin; † 21. Mai 2024 in Krakau) war ein polnischer Musiker und Komponist.

## Leben
Jan A. P. Kaczmarek wurde 1953 in Konin geboren. Sein Großvater war Violinist und spielte in Kinos. Als Kind besuchte Kaczamarek öfters Konzerte an der Philharmonie in Posen. Gleichzeitig lernte er Klavier spielen. In der Schule komponierte er die Musik für Theaterstücke. Später studierte er an der Adam Mickiewicz Universität in Posen Rechtswissenschaften mit dem Ziel einer Diplomatenlaufbahn.
Sein Durchbruch als Komponist kam mit dem Entschluss, für das „Teatr Laboratorium“ von Jerzy Grotowski die Musik für ein Theaterstück zu komponieren. Ab 1977 ging er mit der Theatergruppe Achter Tag auf eine zweijährige Tournee. Dabei gründete er auch die Musikgruppe „Orchester des Achten Tags“ (Orkiesta Ósmego Dnia). Die Tour führte auch in die USA, wo das Orchester des Achten Tages im Jahr 1982 das Album Music for the End beim Label Flying Fish Records in Chicago herausbrachte. Im Orchester spielte er Klavier, Synthesizer, Schlagzeug und auf einer Gitarre-ähnlichen Fidel. Über vier Jahre bekam er den Publikumspreis der polnischen Zeitschrift Jazz Forum.
Ab Anfang der 1980er Jahre komponierte er Filmmusiken in Polen. Im Jahr 1989 siedelte Kaczmarek nach Los Angeles über, wo er für verschiedene Musiklabels wie Sony Musical oder Decca Aufnahmen machte. Gleichzeitig komponierte er Musik für das Goodman Theatre in Chicago und das Mark Taper Forum in Los Angeles. 1992 wurde ihm ein Drama Desk Award für die Musik zu Tis Pity she’s a Whore verliehen.
Seit Anfang der 1990er Jahre komponierte er auch für internationale Filmproduktionen. Ab 1995 komponierte er die Musik für mehrere Werke der Polnischen Filmregisseurin Agnieszka Holland, dazu gehören unter anderem Total Eclipse und Das Dritte Wunder. 2005 erhielt er den Oscar für seine Filmmusik zu Wenn Träume fliegen lernen. 2011 wurde auf seine Initiative und unter seiner Leitung in Posen erstmals das internationale Film- und Musikfestival Transatlantyk veranstaltet. 2015 wurde er in Polen mit einem Orden Polonia Restituta ausgezeichnet. 2023 erhielt er den Polnischen Filmpreis in der Kategorie „Ehrenpreis für ein Lebenswerk“.
Kaczmarek starb im Mai 2024 im Alter von 71 Jahren an einer Multisystematrophie.

## Filmografie (Auswahl)
- 1988: Pale Blood
- 1992: Weiße Ehe (Białe Małżeństwo)
- 1993: Mask of Murder 2 (Doppelgänger) (Mask of murder II)
- 1994: Wiegenlied des Schreckens (Empty Cradle)
- 1995: Total Eclipse – Die Affäre von Rimbaud und Verlaine (Total Eclipse)
- 1996: Felony – Die CIA-Verschwörung (Felony)
- 1996: Dead Girl
- 1997: Bliss – Im Augenblick der Lust (Bliss)
- 1997: Washington Square
- 1999: Aimée & Jaguar
- 1999: Das dritte Wunder (The Third Miracle)
- 2000: Gerechtigkeit um jeden Preis (A mother’s Fight for Justice)
- 2000: Lost Souls – Verlorene Seelen (Lost Souls)
- 2001: Jenseits (Fernsehfilm)
- 2001: Quo vadis?
- 2001: Edges of the Lord – Verlorene Kinder des Krieges (Edges of the Lord)
- 2001: Schuss ins Herz (Shot in the Heart)
- 2002: Untreu (Unfaithful)
- 2004: Wenn Träume fliegen lernen (Finding Neverland)
- 2007: Krieg und Frieden (War and Peace, Fernsehvierteiler)
- 2007: Ein Sommer in New York – The Visitor (The Visitor)
- 2007: Spuren eines Lebens (Evening)
- 2008: Das Feld der Ehre – Die Schlacht von Passchendaele (Passchendaele)
- 2009: Am Ende des Weges – Eine wahre Lügengeschichte (Get Low)
- 2009: Meet the Rizzos (City Island)
- 2009: Hachiko – Eine wunderbare Freundschaft (Hachi: A Dog’s Tale)
- 2009: Horsemen
- 2013: Joanna (Dokumentarkurzfilm)
- 2013: 1939 Battlefield Westerplatte – The Beginning Of World War 2 (Tajemnica Westerplatte)
- 2018: Paulus, der Apostel Christi (Paul, Apostle of Christ)
- 2019: Valley of the Gods
- 2021: Mr. Zygielbojm